# とんねるずのオールナイトニッポン
とんねるずのオールナイトニッポンとは、ニッポン放送の深夜番組『オールナイトニッポン』でお笑いコンビのとんねるず（石橋貴明・木梨憲武）が担当したラジオ番組。1985年10月15日放送開始、1992年10月13日放送終了。1993年9月16日・1994年9月14日・2001年2月23日（野猿名義での出演）にも単発として放送。

## 放送時間
- 火曜1部：深夜1:00〜3:00

## 概要
『オールナイトフジ』（フジテレビ）などでとんねるず人気に火がつきはじめた1985年5月24日に特番を放送した後、10月15日開始。1980年代のオールナイトニッポンを飾る代表的パーソナリティだった。
1985年当時、とんねるずは文化放送『新てるてるワイド 吉田照美のふッかいあな』内で『とんねるずの二酸化マンガンくらぶ』という月曜〜金曜日10分帯のラジオ番組を持っていたが、その頃から「オールナイトニッポンをやりたい」という強い希望を持っていた。しかし、当時のオールナイトニッポンはビートたけしなどを中心としたラインナップでなかなか入り込むことができなかった。そんな中で待望のオールナイトニッポンのパーソナリティのオファーが来るのだが、それは彼らの希望していた1部枠ではなく、2部（曜日不明）としてのオファーだった。これに憤慨した彼らは当て付けのかたちでライバル局であるTBSラジオの深夜番組担当の内定を取る。それに慌てたニッポン放送のスタッフが正式に火曜1部のオファーをして、これをとんねるずは受諾。晴れてオールナイトニッポンのパーソナリティを手に入れた。
番組の中心となったのは2人のトークであり、出演したテレビ番組に関する収録の裏話や業界関係者に関する話、2人の帝京高校時代や地元の話がほとんどを占めた。時にはトークが盛り上がりすぎてハガキを全く読まずに番組が終わったり、本来番組の冒頭に行うはずのタイトルコールが午前2時過ぎになることもあった。その一方で、2人が「トラ・トラ・トラ」と呼んでいた聴取率調査週間においては、多彩なゲストを呼んでいた（別項参照）。
ネタハガキを紹介する数々のコーナーも人気を集め、「ハガキ職人」と呼ばれる常連投稿者も多く現れた。現在多くのラジオ番組で用いられる「ハガキ職人」という言葉は、この番組から生まれたものという説もあるほど。「ハガキ職人」をきっかけにプロの放送作家の道に進み、活躍している者もいる。また、この番組やハガキのコーナーを書籍化した「とんねるずのおいにい」（1986年）・「おいにい2」（1989年）もヒットした。なお、この番組ではネタの盗作を他の番組以上に厳しく取り締まっており、これが発覚した場合はその送り主のリスナーは永久追放処分となって今後ハガキを送っても二度と採用されないようになっていた。

### 番組の終了に至るまで
上記のような放送内容が支持されていたが、徐々にとんねるずの2人が、ラジオ自体にやる気をなくし始める。1991年5月21日の放送ではいきなり「なんでこんな時間に働いてるんだろうねぇー。休みゃいいんだよたまには。今週はボブ（とんねるずマネージャー市川の愛称）がやるとか。」と話し出す始末。番組開始当初から、とんねるずのコンサートツアー中などに1〜2か月程度、事前録音での放送が続くことはあったが、1988年10月開始の『とんねるずのみなさんのおかげです』や、1991年10月開始の『とんねるずの生でダラダラいかせて!!』が始まると、むしろ生放送が珍しい状態になってしまう。   
そんな中で1992年4月、番組を揺るがす大事件が発生する。秋元康制作の映画・『マンハッタン・キス』披露パーティーに出席した石橋が、隣に座っていた ニッポン放送 元・専務取締役の宮本幸一が発言した「とんねるずは俺が育てた」「こいつらは…」に激怒した。それまで「あの人（宮本）は名前も覚えないくせに態度がでかい」などと番組で（飽くまでジョークの範囲内で）何かと話題になっていたが、この時は本気で憤慨したようで、石橋が「もうオールナイトニッポンには出ない」と宣言する事態に発展した。   
事件直後の放送は石橋が出演をボイコットして、木梨が一人で放送。トラブルが生じたことを説明した上で「僕はその場に居ませんでしたが、周りの人の話を聞く限り、僕もウチの事務所としても貴明が悪いとは思いません。来週どうなるかは分かりませんが、幹部側は「あんな奴は辞めさせろ」と言ってるらしいです。リスナーや現場のディレクターには申し訳ないけど、こちらも折れるわけにはいきません」と石橋を擁護。同時に、ニッポン放送を暗に批判する発言をして、とんねるずサイドとニッポン放送サイドの間に緊張が高まった。
その後、とんねるずの事務所（当時「オフィスAtoZ」）とニッポン放送との間で話し合いが持たれ、石橋が翌週の放送より復帰。その場で、10月での番組終了を発表した。手打ちの形にはなったが石橋と宮本との間にできた溝は埋めきれなかった。   
最終回は久々の生放送で、熱心なリスナーがニッポン放送本社に集結。トーク中は、とんねるず周辺の放送関係者が入れ替わり立ち代わり出演した。ニッポン放送前に集まったリスナーが、とんねるずの持ち歌「迷惑でしょうが…」を歌唱し、最終回を締めくくった。放送終了後、見学に来ていたハガキ職人へ向けてのサイン会と握手会が行われた。

### 番組終了後
その後、とんねるずはラジオ番組のレギュラーを持つことは無かった。2001年10月から半年間、石橋が『石橋貴明のレディオイシバシーノ（仮）』のパーソナリティを単独で務め、木梨は2008年2月24日に『オールナイトニッポン40周年SP・タモリのオールナイトニッポン』に単独でゲスト出演した。   
2008年10月30日放送の『ナインティナインのオールナイトニッポン』でDJ OZMAとともに石橋と木梨が出演して、3人がプロデュースするユニット『矢島美容室』のデビューPRを行った。『みなさんのおかげでした』、『めちゃイケ』についてのトークを展開して、CM明けは『とんねるずのANN』放送当時のジングルを流した。石橋は午前2時27分頃、リスナーの要望で「寝ろ!」と生で叫んだ。この日の番組は、最後も「寝ろ!」（録音）の一言で締めくくられた。
2018年3月1日、『岡村隆史のオールナイトニッポン』に石橋がゲスト出演。この時も『とんねるずのオールナイトニッポン』の放送当時のジングルが掛かっていた。番組宛に届いた「タカさんはニッポン放送と揉めて、オールナイトニッポンを辞めたらしい」のメールに、石橋は辞めた理由を説明。辞めた原因となった宮本について「今、宮本亭が来たら殴ります」と言った。この回も番組が始まって、20分経たずして「寝ろ！」と言った。

## コーナー

### ババアの知恵
- 「うちのババアは…」の書き出しで、当初は年配女性の知恵袋的なネタを紹介していた。さらには全くのフィクションも寄せられるようになった。

### 電報対決
- 文字通り、電報で投稿された短文ネタを、石橋と木梨が交互に読み上げる対決形式のコーナー。
- 日本電信電話公社の売り上げに貢献することで、テレホンカードがもらえるのではないか、という期待を込めてコーナー化された。
- 「ハハキトク　スグカエレ」のようなカタカナ文でネタが送られた。
- 番組傾向として直接的な下ネタが多かったため、NTTの受付に投稿内容を伝える勇気も試された。
- 流行ったネタは「〜〜シナガラ コク」「〜〜ナ サル（猿）」「〜〜ナ オンナ（女）」「〜〜ナ デブ」「〜〜（主に芸能人の名前）ミタイナ 〜〜（無機物や動物など）」など。

### 寺島純子コーナー
- 元々はフジテレビのワイドショー「3時のあなた」で凶悪事件などで未だ逮捕されていない犯人に向かって寺島純子（現・富司純子）が語りかける様子などをパロディ風にネタにするハガキのコーナー。
- 寺島コーナーを数回続けているうちに、寺島ネタからはすっかり離れ、ある人（あるいはモノ）が、とんねるずに語りかけるネタのコーナーになっていった。主にとんねるずやリスナーにとって懐かしいモノや人物がネタにされた。
- 「やあタカ、ノリ、久しぶり。俺のことを覚えているかな?　俺は〜〜〜だ。」のような冒頭で始まるネタが多かった。
- 寺島ネタからは完全に離れても、コーナー名は「寺島純子のコーナー」あるいは「ジュンコ・テラシーマ」で続いた。
- その存在感をとんねるずやリスナーに指摘されたおニャン子クラブのメンバーの名を取って「永田ルリ子コーナー」とコーナー名が変わったことがある。

### ヌシのコーナー
- 街の名物人間を紹介するコーナー。奇行が目立ったり、怪人物がネタにされることが多かった。事実と創作の境界が曖昧なコーナーだった。
- 人物の奇行を紹介したあと「その名も、〜〜!」と、その人物のあだ名で締められる。

### なんでもベスト5
- 元々は文化放送『とんねるずの二酸化マンガンくらぶ』内の1コーナーだったが、番組終了後、オールナイトニッポンに、放送局の移籍を果たしたコーナー。後に、当番組のメインコーナーとなった。
- BGMとして、映画『ビバリーヒルズ・コップ』のサントラ（「ヒート・イズ・オン」）が流れていたが、これは『二酸化マンガンくらぶ』のオープニングで、同曲が使われていた名残である。石橋が曲のAメロに合わせ、デタラメな英語で「♪ひ〜でぃ〜しゃ〜」と歌う事がお約束。
- 「ベスト5」というタイトルではあるが、実際に、ネタのベスト5を書いていたのは『二酸化マンガンくらぶ』の初期のみで、オールナイトニッポンへの移籍後は、ベスト5形式は完全に失われている。
- ネタふりの末尾に「〜〜ベスト5」と付けて、続けて、ネタを落とすという流れが基本となる。ネタの内容に制限はなく、時期によって、ネタの流行は異なっていた。

### ラッキーテレフォン
- ハガキを送ってきたリスナーに対して電話をかけてプレゼントルーレット（木梨が「キュルキュルキュル…」とテープの早送り音を口で言う）などを行い、手帳などのノベルティをプレゼントするコーナーで、聴取率向上のために聴取率調査の週によく行われた。本人だけでなく家族を電話に出させてルーレットに挑戦させることもあった。
- 電話に出たリスナーが隠し芸として歌手や俳優の物真似を披露したことから、電話口の2人のリスナーが物真似で歌を唄って対決し、勝利した方が番組のエンディングで唄える（もちろん電話口で）権利を獲得できる「エンディングテーマに挑戦!」にも発展した。
- 「エンディングテーマに挑戦!」初代チャンピオンのヨシエちゃんの持ちネタは“河合奈保子のハトポッポ”。二代目チャンピオンの牛角富士子ちゃんのネタは中森明菜のエコーバージョンで10週勝ち抜き。なお牛角富士子ちゃんは、後に地元である北海道のHBCラジオでパーソナリティを務めた。

### 直で経由
- 内輪ネタが多い番組内において、特にその比率が高かったコーナー。「あの○○が、遂に本を出した。題して―」と、周辺スタッフの珍言・珍行動をネタにされるパターンが多く、特に当時のマネージャー・正留をネタにした「俺のバイクのシートをジャックナイフで切った奴」は、『トメのジャックナイフシリーズ』と銘打たれ、幾つものパターンを生み出した。
- BGMは植木等の「無責任一代男」だった。

### 檀さん大和田さんで檀さんコーナー
- NHKの『連想ゲーム』をもとにしたコーナー。読み手がいくつかのヒントを読み、聞き手が回答するクイズ形式で進行する。ヒントが段階を経たオチになっている場合と、答えがオチになっている場合がある。

### ボクらの帝京
- リスナーの周りにいる変わった生徒の話を募った。

### ニュープア!
- リスナーの貧乏自慢を募った。BGMは『昭和枯れすすき』。

### どうしてお前はそんなに熱いんだ!
- 吉田栄作の「（ちょっと勘違いした）熱い発言」を紹介するコーナー。「○○さん（君）がまたまたやってくれちゃいました!」の定番のフレーズから始まり、吉田の珍発言に加え、大沢樹生（光GENJI）の「目で殺す」発言も大人気となる。さらにはジャイアント馬場や斉藤由貴など対象はどんどん広がっていった。しかし、ほとんどが投稿者の誇張や創作であった。BGMは吉田栄作のシングル曲『導火線』。

## 常連ギャグマッチ
- 「輝け!第○回　激突!常連ギャグマッチ」と題し、ニッポン放送ラジオハウス銀河（銀河スタジオ）に常連ハガキ職人を集め、最優秀ハガキ職人決定戦が定期的に行なわれた。出場したハガキ職人は、書いたハガキネタを自分で読んで、強豪職人たちと競い合う。第1回〜第4回は文化放送での「二酸化マンガンクラブ」時代に開催された。

参加した職人が後に語るところによれば、ギャグマッチ自体が録音だった（収録後に生放送することも）からか、職人が放送禁止のネタを書いてくるため、編集するスタッフが苦慮したらしい。

## スペシャル企画
- 「とんねるずの卒業一気!　ファンダンゴするものよっといで!」（1986年3月放送）

ケビン・コスナー主演のハリウッド映画「ファンダンゴ」の日本公開に合わせて行われたタイアップ企画。この3月に学校を卒業する18歳以上のリスナーを対象に抽選で招待し、2003年に閉館となった渋谷東急文化会館内の渋谷パンテオンにて試写会と公開生放送の抱き合わせ企画を行った。流れとしては「試写会→公開生放送」という図式であったが、公開放送終了の午前3時にはまだ電車が動いておらず、始発電車までの時間繋ぎとして「スペースバンパイア」が上映された。ちなみに当日のオールナイト2部は通常通り有楽町のスタジオからの放送であった。
- 緊急特別企画　「木梨憲武　嗚呼（ああ）!香港」（1988年8月23日放送）

1988年夏のオフを利用しフジテレビのディレクターや関係者と香港へ遊びに行くことになった木梨だったが、成田空港で自分のパスポートを家に忘れたことに気づき（さらに木梨は自分の財布も空港でなくしかけた）、当初の予定から大幅に遅らせた夜の便の飛行機で現地へと向かった。ところが到着した香港の空港の入国管理局で木梨の所持していたパスポートが有効期限切れになっていたことが発覚（とんねるずの2人は同時にパスポートを取得したようで、石橋も「あぁそうだ！俺たちのパスポートは…」と番組内で言っている）。しかも先のパスポートを忘れた際に飛行機の便をずらしたために夜間（現地時間で23時頃）の到着となり、空港側も日本大使館への連絡などができない（さらに香港に到着したのは日曜日だった）ためにこのトラブルに対応できず、その上日本行きの他の便も終了していたため（当時香港の空港は24時間対応の空港ではなかった）、木梨はそのまま空港のロビーのベンチで1人さびしく寒い一夜を過ごすこととなった。翌朝まで待ったものの、結局香港への入国は許可されず、その日の朝の第1便で日本に事実上強制送還されてしまったという事件の顛末を、通常のコーナーを最後のコーナー以外全て中止して放送した。途中からはこの旅行に同行したスタッフ（守屋徹）と番組ディレクターらもスタジオと電話で出演して裏側（彼らは空港内で空港スタッフと木梨が香港に入国できるように交渉していた）を証言した。通常、パスポートの期限切れは出発時の空港での出国手続時にわかるはずなので、このようなケースは当時でも非常に珍しいものであった（現在ではパスポートのデータはパスポート本体に埋め込まれたICチップで電子処理化されているので、到着してからパスポートの期限切れが解るということは理論上ありえない）。また、入国管理局を通過していないため、法律的には木梨は香港に入国はしていないことになる（治外法権状態にあたる）。木梨自身は「26年間（当時の木梨の年齢）生きてきた中で最悪、どん底の出来事」と述べていた。ちなみに「緊急特別企画」と謳っているが、実際に「緊急特別企画」と称されたのは放送の途中からで、番組開始からしばらくは普通の放送でのフリートークとしてオンエアされたのだが、あまりにもドラマチックな展開で急遽そのようなスタイルが採られた。
- 緊急特別企画　「石橋貴明　嗚呼!入籍」（1988年12月6日放送）

12月3日に秘密裏に入籍を済ませた石橋。翌日には各新聞に報道されるも、「オールナイトニッポンで喋るので今はノーコメントです」とコメント。そして当日放送直前にニッポン放送局内で、翌朝のワイドショーのために記者会見を行った（途中木梨が乱入。当時「みなさんのおかげです」で大人気だった仮面ノリダーに扮し「出たな〜! 怪人入籍男!!」と叫ぶ一幕も）。深夜1時には生放送が予定通りスタート。記者会見の音声などを流しつつ、ゲストに秋元康（石橋が初めて彼女を紹介した業界人）を呼び招き、とんねるずのアルバム「成増」に収録されている「CHADAWA」に彼女がコーラスとして参加していたり、「仏滅そだち」のアルバムのジャケット写真に写っているなど、結婚相手についての裏話などを語った。後半には木梨が芸能インタビュアーのように石橋に質問したり、石橋のソロ曲に乗せて送るファンからの祝福メッセージが読まれたり、石橋本人が「僕の夢はこの歴史あるオールナイトニッポンを（担当）することと、オールナイトニッポンで生涯のパートナーを皆さんに発表できることでした。その二つが叶えられてとても嬉しい」と語るなど、普段とはうってかわって感動的な放送となった。この日の石橋の最後のあいさつは「寝ろ!」ではなく「マサヨ、（石橋の前妻の名前）これから帰るからな」であった。
- 緊急特別企画　「石橋貴明生誕30周年記念〜誰も知らなかった俺の30年〜」（1991年10月29日放送）

木梨が盲腸のため入院することになり、石橋一人で放送。放送前週の22日に誕生日を迎えた石橋（当日22日分は録音）が自らの30年を、ほぼ笑い抜きで語るという番組。家族で夜逃げをして成増へやって来たこと、帝京時代の思い出、木梨との出会い、デビューするも漫才ブームに乗れずに過ごした不遇の時代、亡き父親への思い、さらに事務所移籍で月2回の営業のみになってしまったこと、そして1984年「オールナイトフジ」でブレイクするまでをしみじみと語った。この日のみのジングルや提供読みはマネージャーの市川や作家の吉野が担当した（他の日にも体調不良や親不知を抜いたりするなどして欠席することはあったが、特別企画などは行われず普通のトークで終始していた）。
- 新春オールスター座談会

1989年1月3日の放送から始まり、翌年以降も年明け1回目の放送はこの企画を放送。
とんねるずの事務所スタッフや番組制作・芸能活動における関係者（当時のトークやコーナーでネタにされた人々であり、ヘビーリスナーにとってのオールスターな面子）が出演し、昨年のとんねるずの活動やスタッフの間で起きた事件を振り返りつつ、今年の目標などを話し合う企画。といいつつも、基本的には昨年の面白おかしかった思い出話を関係者同士で語り、笑う合うという内容になっていた。参加するメンツは、ネタにされることが多かったとはいえ、とんねるずに関わる多忙な人物ばかりであり、年始の深夜に全員を揃えるのは難しかったためか、全ての放送が前年末に収録された録音であった。

## ゲスト
他の曜日やパーソナリティの「オールナイトニッポン」と比較すると、「とんねるずのオールナイトニッポン」は、ゲストを番組に呼ぶ頻度は、さほど高くはなかった。

### ゲスト出演したことのある芸能人
- 美空ひばり - 番組中に飛び入りで現れたため、とんねるずが大いに怖がってしまう。またこの日の放送のみ「ババァの知恵」のコーナーが「おばあさんの知恵」に名前を変えて放送。また、「とんねるずの、オールナイトニホン！」というジングルに対して「どうして“ニッポン”って言わないの？」と指摘され恐縮。以降、このジングルが使われることはなかった。
- 研ナオコ
- ウッチャンナンチャン - ウッチャンナンチャンのオールナイトニッポンが開始にあたりゲスト出演し、とんねるずからパーソナリティとしての心得などを聞いた。
- みのもんた
- 細川俊之
- 高見沢俊彦
- 藤井フミヤ
- 宮沢りえ
- 篠ひろ子
- 真璃子
- 段田男
- 井上陽水
- 山下達郎
- 後藤次利
- ヒロミ
- 逸見政孝
- 工藤静香
- 萩原健一(1986年5月27日)[3]
- 布川敏和
- 安田成美 - とんねるず主演映画『そろばんずく』公開記念の生放送。映画共演者の安田成美もゲスト出演し、印象に残ったシーンを「木梨とのキスシーン」と答え、笑いをとった。

## 番組内での流行フレーズ・流行テーマ
とんねるずのオールナイトニッポンは他のオールナイトニッポンと比較しても、特に内輪ネタで盛り上がることが多かったため、とんねるずにあまり馴染みのないリスナーが初めて聴取しても、なんのことかさっぱり分からない出来事や人物やフレーズやトークテーマが非常に多かった。
ゆえに投稿したハガキが番組で読まれる確率も、番組聴取期間が長くとんねるずの内輪ネタに精通しているいわゆる常連ハガキ職人のほうが圧倒的に高かったようだ。
常連ハガキ職人は、番組内でとんねるずが話した帝京高校時代の話などやテレビ業界人の話などの内輪ネタを、巧みに「なんでもベスト5」の投稿ネタに取り入れて、番組内の流行フレーズや流行テーマに仕立て上げていった。
主なものは以下のとおり。
これらはとんねるずのオールナイトニッポンを語るうえで、非常に重要なキーワードともいえるだろう。
- トメのジャックナイフシリーズ
- 吉野のかーちゃん
- マリナの夏服希望
- 糖尿ダーイシのラブミーテンダー
- みなとっち
- アイドルキラー・マッスルスティックゴッキー

バックバンドのメンバーとして、とんねるずのコンサートに参加した際、「マッスルスティックー!」と声援を送られたことにゴッキーは参ってしまっていた。とんねるずに対しては「これだけは勘弁してくれ」と訴えていた。
- AtoZのジャーマネ軍団（正留、ボブ市川、宮嶋、桜井、石村など）
- 凄い奴ランキング1位

ランキングは年間単位で争われる。基本的にBOB（ボブ市川）。ただし年によっては、“後藤、喜ぶ男”こと「ごっつぁん」（本名：後藤喜男）がBOBを上回る活躍を見せた。

## エンディング
一日のハガキの中で良かったものを二人がそれぞれ何枚か選びMVPとして発表（時には賞品が与えられた。中には仮面ノリダー第1話で登場したラッコ男の手足なども）し、その後木梨の提供読み→エンディングのトーク（主に今週の出演予定など）そして石橋が毎回「寝ろ!」と言って番組を締めた。
この「寝ろ!」に反応して「まだ寝ちゃダメ」と返したのが、当時その後番組だった『森若香織のオールナイトニッポン』。そのやりとりがその翌週にはさっそく「なんでもベスト5」のネタになっていて石橋が森若香織に悪態をついていた。それでもそれ以来両番組にちょっとした交流が生まれ、「あいにきて I・NEED・YOU!」や「無敵のビーナス」などGO-BANG'Sの曲が何度もとんねるずのオールナイトニッポン内でかけられたり、「ざまあカンカン娘（ガール）」の一節を石橋が鼻歌で歌ったり、森若のオールナイトニッポンの最終回にはとんねるずがオープニングにゲストで出て（乱入して）花束を渡し、森若が号泣するハプニングもあった。
当時とんねるずと同じ「オフィスAtoZ」に所属していた歌手・真璃子が唄った、子守歌風のバラードソング「幸(さち)」が番組のエンディングテーマ曲だった。リスナーの間では「曲の名前は?」「どのアルバムに収録された曲なのか?」などと、ちょっとした話題になった（通称：「3時だ真璃子の子守歌」もしくは「寝ろ!のテーマ」）。元々この曲は、真璃子個人のアルバムに収録する予定で当初レコーディングされたが、収録されずに結局お蔵入りとなってしまった。その後長らくソフト化されぬまま幻の曲となってしまっていた。
その後真璃子は1995年に活動を休止したが、2013年に歌手活動を再開した。改めてレコーディングとプロモーションビデオの撮影を行い、2019年10月2日にダウンロードおよびストリーミング配信でリリースされた。また、2021年7月21日にリリースされた真璃子のアルバムにも収録されている。
なお、本番組のエンディングで使用された音源はリリースされていないが、『真璃子のオールナイトニッポン』の担当ディレクターが音源を持っており、これまでも同ディレクターの担当する番組等で数回オンエアされている。